# Полювання на дикунів
«Полювання на дикунів» (англ. Hunt for the Wilderpeople) — пригодницька сімейна комедійна драма, випущена 2016 року в Новій Зеландії. Автор сценарію та режисер — Тайка Вайтіті, що працював над картиною у співавторстві з Кертю Ніл, Ліенн Саундерс і Меттом Нунаном. Фільм засновано на книзі новозеландського письменника Барі Крампа «Кабан і настурція» (Wild Pork and Watercress). У фільмі знімалися: Сем Ніл і Джуліан Деннісон у ролях вітчима і сина, на яких полюють правоохоронці.
Прем'єра фільму відбулася 22 січня 2016 року на конкурсі «Санденс» 2016. Фільм показували в кінотеатрах Нової Зеландії до 31 березня 2016 року. У Північній Америці показ фільму розпочався 24 червня 2016 року, однак був дещо обмеженим.

## Сюжет
Рікі Бейкер (Деннісон), зухвалий молодий міський хлопець, який зациклений на бандитському способі життя і слухає реп, лишився без батьків, тому вимушений часто міняти житло. Нарешті йому знаходять названих батьків — це тітка Бела та її чоловік, сварливий дядько Гек (Ніл). Коли Белла раптом помирає і дитину планують знову забрати до дитячого будинку, а Гека відправити до будинку для людей похилого віку, вони тікають і переховуються в лісі.
Соціальна служба за доглядом за дітьми бачить порожній будинок, сарай, що згорів, вони роблять висновок, що злий і психічно неврівноважений Гек викрав Рікі. Влаштовують розшук за участю поліції та військових, тож обоє втікачів, хоч і не люблять один одного, вимушені триматися разом, щоб вижити. Гек не хоче до тюрми, а Рікі переконаний, що його відправлять до виховної колонії. Після чотирьох місяців виживання в буші, влада, нарешті спіймала втікачів. Гека запроторюють до тюрми за викрадення дитини, а для Рікі шукають нову сім'ю.
Після звільнення з в'язниці Гек проводить дні в будинку із пенсіонерами, куди нова прийомна сім'я привозить Рікі на зустріч з ним. Після короткої бесіди нові друзі вирішують, що Гек житиме з новою сім'єю Рікі (за її згоди), і вони вирушають до лісу, щоб сфотографувати птаха гуя (Heteralocha acutirostris), що начебто вже зник, але якого вони випадково побачили під час життя у лісі.

## Актори
- Сем Ніл — дядько Гек
- Джуліан Деннісон — Рікі
- Різ Дербі — псих Сем
- Рима Те В'ята — тітка Белла
- Рейчел Гауз — Паула, працівник соцслужби
- Оскар Кайтлі — Енді, поліцейський
- Tioreore Ngatai-Melbourne — Каху
- Трой Кінґі — ТК
- Коен Галовей — Г'ю
- Стен Волкер — Рон
- Майк Міноуґ — Джо
- Геміш Паркінсон — Гевін
- Ллойд Скот — турист
- Тайка Вайтіті — священник

## Реліз
Прем'єра фільму відбулася на кінофестивалі «Санденс» 22 січня 2016 року, в кінотеатрах Нової Зеландії — 31 березня 2016 року прокатниками Madman Entertainment та The Orchard.

## Відгуки

### Збори
Фільм зібрав у прокат 1,263 млн новозеландських доларів за перший уїкенд в Новій Зеландії, ставши найкасовішим новим фільмом Нової Зеландії фільм, випередивши «What Becomes of the Broken Hearted?» з результатом в 912 тис.. Згодом фільм став найкасовішим у Новій Зеландії, заробивши творцям понад 12 млн NZD.
На міжнародній арені: у вересні 2016 року фільм зібрав у світовому прокаті 10,935,319 AUD в Австралії і 4,901,524 USD в США.

### Критика
Фільм отримав широке визнання критиків. Rotten Tomatoes назвав його «свіжим» після того, як він набрав 98 % на основі 142 відгуків, із середнім рейтингом 7.9/10 серед користувачів. Фільм отримав таку оцінку: «дуже незвичний, цей фільм поєднує чудовий підбір акторів, талановитого режисера і несе в собі актуальне, дотепне, глибоке повідомлення для глядачів». На Metacritic фільм має 81 з 100 можливих балів. У своєму огляді Hamish Popplestone зауважив: «Обидва герої несповна розуму, але персонажі Нілла і Деннісона дуже милі, а їхні долі тісно і драматично переплетені, комедійні та сумні моменти сценарію».

### Нагороди
| Нагорода                               | Категорія                | Висуванець    | Результат |
| -------------------------------------- | ------------------------ | ------------- | --------- |
| Best Feature                           | Тайка Вайтіті            |               |           |
| Приз глядацьких симпатій               | Тайка Вайтіті            |               |           |
| Кращий міжнародний художній фільм      | Тайка Вайтіті            |               |           |
| Приз глядацьких симпатій               | Кращий художній фільм    | Тайка Вайтіті |           |
| Золота космічна голка                  | Кращий фільм             | Тайка Вайтіті | 2 місце   |
| Futurewave, премія молодіжного журі    | Тайка Вайтіті            |               |           |
| Единбурзький міжнародний кінофестиваль | Приз глядацьких симпатій | Тайка Вайтіті |           |

## Саундтрек
Саундтрек було випущено 8 квітня 2016 року на Majestical Pictures Ltd.
| #   | Назва                       | Автор                            | Тривалість |
| --- | --------------------------- | -------------------------------- | ---------- |
| 1.  | «Makutekahu»                | Moniker                          | 2:09       |
| 2.  | «Ricky Runs»                | Moniker                          | 1:46       |
| 3.  | «Cloak Of The Sky»          | Moniker                          | 2:58       |
| 4.  | «Ricky Baker Birthday Song» | Ріма Те В'ята & Джуліан Деннісон | 0:51       |
| 5.  | «Tupac»                     | Moniker                          | 0:59       |
| 6.  | «Ricky Alone»               | Moniker                          | 1:10       |
| 7.  | «Ocean Blue»                | Moniker                          | 2:26       |
| 8.  | «All The Nummiest Treats»   | Moniker                          | 1:36       |
| 9.  | «Hunting / Raindrops»       | Moniker                          | 2:37       |
| 10. | «Are You Lost?»             | Moniker                          | 2:53       |
| 11. | «Ancient Stones»            | Moniker                          | 1:10       |
| 12. | «Horseriding»               | Moniker                          | 1:26       |
| 13. | «Kahu's House»              | Moniker                          | 2:43       |
| 14. | «Forest Spirit»             | Moniker                          | 4:14       |
| 15. | «Majestical»                | Moniker                          | 2:51       |
| 16. | «Crumpy»                    | Moniker                          | 1:26       |
| 17. | «Milestone 2 (Skux Life)»   | Moniker                          | 2:56       |
| 18. | «Sycamore»                  | Moniker                          | 1:56       |
| 19. | «Trifecta»                  | Moniker                          | 2:52       |

## Цікаві факти
- В одній зі сцен фільму, коли головні герої тікають лісом від переслідувачів, лунає українською мовою пісня Щедрик, яка відома у світі під назвою «колядка дзвонів» (англ. Carol of the Bells, Ukrainian Bell Carol, Ukrainian Carol).